# Le Ménil-Ciboult

Le Ménil-Ciboult este o comună în departamentul Orne, Franța. În 1 ianuarie 2022 avea o populație de 117 de locuitori.